# Шамов, Владимир Николаевич
Влади́мир Никола́евич Ша́мов (22 мая (3 июня) 1882, Мензелинск Уфимской губернии (ныне Татарстан) — 30 марта 1962 года, Ленинград) — советский хирург, академик (с 1945), действительный член АМН СССР, заслуженный деятель науки РСФСР и УССР, генерал-лейтенант медицинской службы (10.10.1943). Лауреат Ленинской премии.

## Биография и научная деятельность
Родился в семье народного учителя. В 1908 году окончил Военно-медицинскую академию. После защиты в 1911 году докторской диссертации находился в научной командировке в Англии и США (1913—1914), где работал в клиниках В. Мейо, Дж. Крайла, Х. Кушинга и др.. Провел ряд уникальных исследований.
С 1914 по 1923 гг. В. Н. Шамов — старший ассистент клиники С. Федорова.
В 1923—1939 гг. — заведующий кафедрой факультетской хирургии Харьковского медицинского института и хирургической клиники Украинского института экспериментальной медицины, директор Украинского института гематологии и переливания крови.
В 1939 году был зачислен в кадры Красной армии с присвоением звания дивизионного врача. В 1939—1958 гг. — заведующий кафедрой госпитальной хирургии Военно-медицинской академии, директор институтов нейрохирургии в Москве и Ленинграде, Ленинградского института переливания крови.
В годы Великой Отечественной войны — заместитель главного хирурга Советской Армии. В 1945 году был назначен главным хирургом при ставке Главного командования советских войск на Дальнем Востоке.
Стоял у истоков переливания крови в СССР. 20 ноября 1919 года в клинике факультетской хирургии военно-медицинской академии В. Н. Шамов произвел первое переливание крови с учётом групповой принадлежности донора и реципиента.
Замечательным было открытие В. Н. Шамова, который в 1928 году предложил и успешно провёл переливание трупной крови. В 1928 году он проделал такой опыт: выпустил 9/10 крови у собаки, затем перелил ей кровь собаки, которая 10 часов была мертва, и обескровленная собака ожила.
Один из основоположников трансплантологии в СССР.
Автор трудов по нейрохирургии. Создатель научной школы военной нейрохирургии.
Похоронен на Богословском кладбище в Санкт-Петербурге.

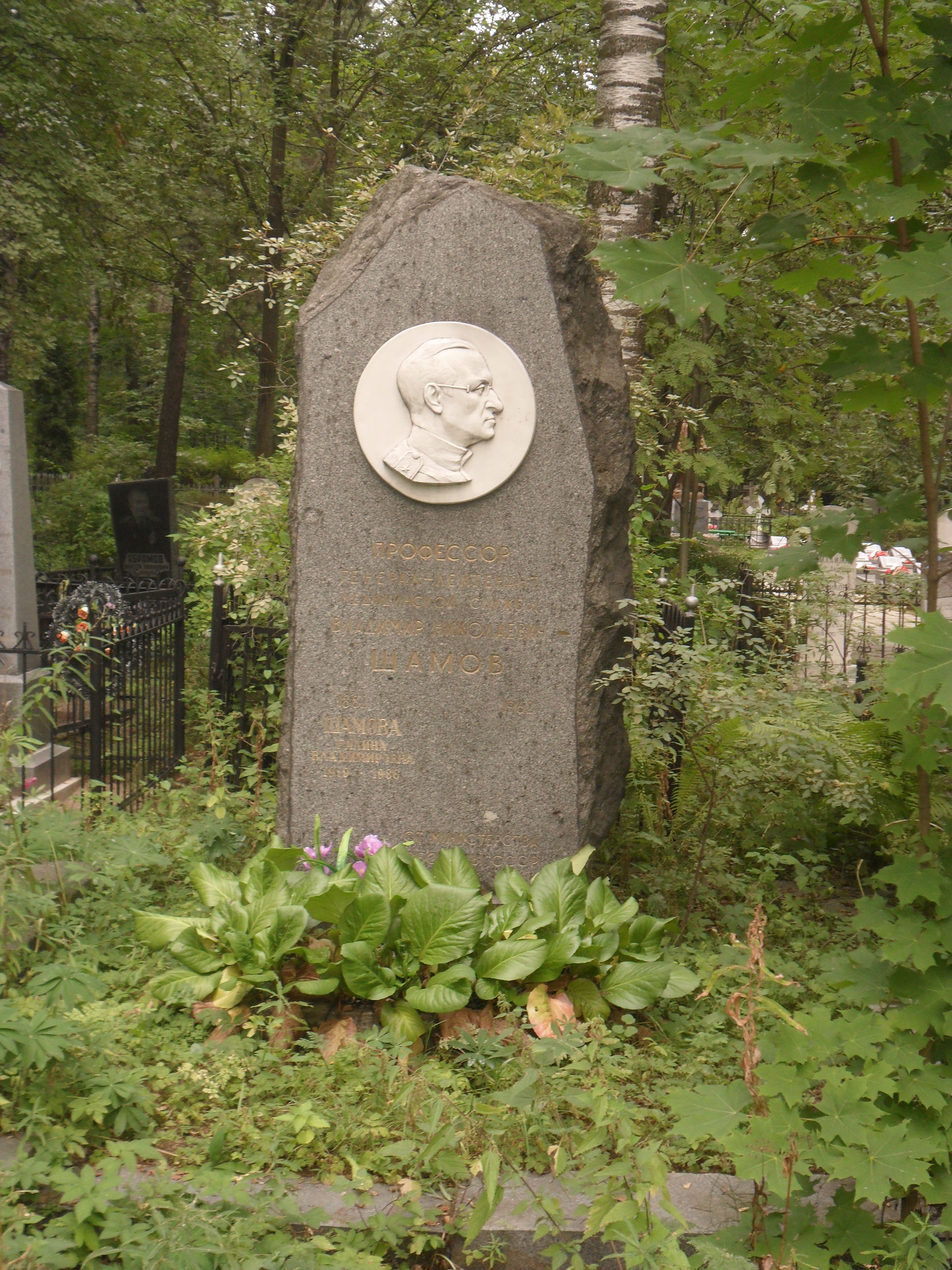
Могила Шамова на Богословском кладбище Санкт-Петербурга.

## Награды
- Ленинская премия за 1962 год за разработку и внедрение в практику метода заготовки и использования фибринолизированной крови;
- Орден Ленина (дважды);
- Орден Красного Знамени (дважды);
- Орден Трудового Красного Знамени;
- Орден Красной Звезды;
- Медали СССР.

## Память
- В г. Санкт-Петербурге на здании Военно-медицинской академии установлена мемориальная доска.
- В г. Санкт-Петербурге на здании Нейрохирургического института им. проф. А. Л. Поленова установлена мемориальная доска (скульптор В. Э. Горевой, архитектор Н. А. Соколов), открыта 10 октября 1984.
- Бюст В. Н. Шамова установлен 15 ноября 2007 г. во дворе петербургской станции переливания крови .

## Труды
- Шамов В.Н. О значении физических методов для хирургии злокачественных новообразований. Дисс., СПб, 1911;
- Шамов В.Н. Новый принцип использования кишечной петли для антеторакальной эзофагопластики // Труды Съезда российских хирургов. – 1926. – С. 176-181.
- Шамов В.Н., Костюков М. Х. К изучению гомопластики с трупа–переливание крови от трупа // Новый хирургический архив. – 1929. – Т. 18. – С. 1-4.
- Шамов В.Н. К клинике первичных опухолей надпочечника // Журнал современной хирургии. – 1930. – Т. 4. – №. 25-26. – С. 1485-1500.
- Шамов В.Н., Филатов А.Н. Руководство по переливанию крови. М.–Л.: Наркомздрав СССР. – 1940.
- Шамов В.Н. Переливание крови во время Великой Отечественной войны, «Труды Ленинградского научно-исследовательского института переливания крови», 1947, т. 7;
- Шамов В.Н. Исторический обзор методов лечения огнестрельных ранений черепа и головного мозга до Великой Отечественной войны // Опыт советской медицины в Великой Отечественной войне». – М. – 1950. – Т. 4. – С. 17-38.
- Шамов В.Н. К распознаванию и оперативному лечению карцином нижней части общего желчного протока и головки поджелудочной железы // Вестник хирургии им. И.И.Грекова. – 1955. – Т. 2. – С. 3-18.
- Шамов В.Н.  Возникновение идеи переливания крови от трупа и дальнейшие перспективы применения фибринолизированной крови // Экспериментальная хирургия. – 1958. – №. 5. – С. 8-14.